# Tempo di riverbero secondo Sabine
Il tempo di riverbero secondo Sabine (detto anche T60 o RT)  è il tempo in cui prima del transitorio di estinzione la densità di energia sonora diminuisce di 60 dB rispetto al massimo valore raggiunto. Questo parametro consente di valutare in quanto tempo un suono si estingue in un ambiente chiuso.
Il tempo di riverbero è un parametro estremamente importante nella qualità acustica ambientale. Questo perché, ad esempio, con due segnali in rapida successione, se il tempo di riverbero fosse alto, accadrebbe che il transitorio di estinzione del primo segnale potrebbe interferire con il transitorio iniziale del suono seguente causando problemi nella percezione acustica ambientale.

## Formula
La formulazione matematica si regge su tre principi:
1. L'orecchio umano non è in grado di distinguere due suoni se prodotti reciprocamente a meno di 1/10 di secondo di distanza (fenomeno della persistenza).
2. Il suono raggiunge la velocità di 340 metri al secondo nell’aria (ad una temperatura di circa 20 °C).
3. La fonte sonora e l’ascoltatore devono trovarsi nel medesimo asse rispetto all’ostacolo.

La formula si ricava in base alle caratteristiche della stanza:
{\displaystyle T_{60}=0,16\cdot {V \over a_{1}S_{1}+a_{2}S_{2}+...+a_{n}S_{n}}=0,16\cdot {V \over S{\bar {a}}}}
dove α 1  ,α 2  ,… , α n sono i coefficienti di assorbimento acustico, cioè la frazione di energia assorbita rispetto all'energia incidente. Tali coefficienti adimensionali vengono consultati, caso per caso, attraverso una tabella che contiene alcuni dei materiali più usati, in funzione alla frequenza che si sta andando a studiare (di solito si assumono le frequenze centrali di bande separate da un'ottava).
Ad ogni coefficiente di assorbimento corrisponderanno le superfici S1, S2, etc… .cioè la dimensione che fornisce l'area di una finestra "equivalente" in grado di assorbire la stessa quantità di energia sonora dell'arredo in questione.
Pertanto l'intero denominatore rappresenta l’area di assorbimento, misurata in Sabine.
Da questo ne deriva che la misurazione accurata della stanza è certamente tra i fattori fondamentali del suo calcolo.
| Coefficienti di assorbimento α in funzione della frequenza                       | Coefficienti di assorbimento α in funzione della frequenza | Coefficienti di assorbimento α in funzione della frequenza | Coefficienti di assorbimento α in funzione della frequenza | Coefficienti di assorbimento α in funzione della frequenza | Coefficienti di assorbimento α in funzione della frequenza | Coefficienti di assorbimento α in funzione della frequenza |
| -------------------------------------------------------------------------------- | ---------------------------------------------------------- | ---------------------------------------------------------- | ---------------------------------------------------------- | ---------------------------------------------------------- | ---------------------------------------------------------- | ---------------------------------------------------------- |
|                                                                                  | Frequenze centrali in bande di ottava                      |                                                            |                                                            |                                                            |                                                            |                                                            |
| Materiale                                                                        | 125                                                        | 250                                                        | 500                                                        | 1000                                                       | 2000                                                       | 4000                                                       |
| Apertura condotti di ventilazione                                                | 0.75                                                       | 0.8                                                        | 0.8                                                        | 0.8                                                        | 0.85                                                       | 0.85                                                       |
| Apertura del proscenio                                                           | 0.3                                                        | 0.35                                                       | 0.4                                                        | 0.45                                                       | 0.5                                                        | 0.55                                                       |
| Ghiaia spessore 150 mm                                                           | 0.15                                                       | 0.3                                                        | 0.8                                                        | 0.42                                                       | 0.61                                                       | 0.72                                                       |
| Sabbia asciutta spessore 150 mm                                                  | 0.24                                                       | 0.34                                                       | 0.45                                                       | 0.62                                                       | 0.76                                                       | 0.95                                                       |
| Intonaco acustico, spessore 10 mm, applicato direttamente alle pareti            | 0.08                                                       | 0.15                                                       | 0.3                                                        | 0.5                                                        | 0.6                                                        | 0.7                                                        |
| Intonaco, marmo, piastrelle                                                      | 0.01                                                       | 0.01                                                       | 0.02                                                       | 0.02                                                       | 0.02                                                       | 0.03                                                       |
| Pavimento in legno (parquet) su calcestruzzo di cemento                          | 0.04                                                       | 0.04                                                       | 0.07                                                       | 0.06                                                       | 0.06                                                       | 0.07                                                       |
| Pavimento in piastrelle, linoleum, asfalto, gomma su calcestruzzo di cemento     | 0.02                                                       | 0.03                                                       | 0.03                                                       | 0.03                                                       | 0.03                                                       | 0.02                                                       |
| Superfici di strutture compatte e dure                                           | 0.02                                                       | 0.02                                                       | 0.03                                                       | 0.03                                                       | 0.04                                                       | 0.05                                                       |
| Superfici fortemente vibranti (pannelli di legno con intercapedine d'aria, ecc.) | 0.40                                                       | 0.20                                                       | 0.12                                                       | 0.07                                                       | 0.05                                                       | 0.05                                                       |

Nel calcolo del T60 è altrettanto importante tener conto del potere di assorbimento delle persone presenti nella stanza: la loro superficie totale, misurata in quella di una persona adulta di normale corporatura è di circa due metri quadrati.

## Utilizzi
Il calcolo del T60 si usa quando:
- il campo sonoro è diffuso, cioè quando le onde hanno uguale probabilità di raggiungere tutte le superfici e ogni angolo di incidenza
- la stanza ha caratteristiche regolari ed uniformi
- nella stanza è presente un basso assorbimento acustico {\displaystyle (\alpha <0,2\div 0,3)}
- la sorgente utilizzata per la misurazione del T60 sia posta in una posizione baricentrica.

È importante inoltre tenere in considerazione ulteriori parametri ambientali per un calcolo più preciso:
- Il volume della sala, in quanto sale eccessivamente ampie costringono il suono riflesso ad aumentare il suo percorso, portando quindi ad un maggior influsso del riverbero.
- le caratteristiche di assorbimento delle pareti e degli arredi, pubblico compreso. Poiché, in base al variare della frequenza sonora che si sta andando ad analizzare, le potenzialità di assorbimento delle pareti e degli arredi cambiano radicalmente. Di conseguenza questa variazione coinvolge anche il tempo di riverberazione che dipende, seppur indirettamente, anche dalla frequenza del suono utilizzato per l'analisi.
- La presenza di umidità nella sala, in quanto, in questo caso, il calo dell'energia sonora dovuto all'assorbimento dato dall'aria stessa, diventa un fattore importante nei calcoli del riverbero.

## Problematiche
Un Sabine', inteso come unità di misura, vale su un m2 di superficie aperta, in quanto una stanza con un’area equivalente pari a N Sabine può essere pensata come una stanza perfettamente riflettente. Questo fatto fa però sorgere un problema: in una stanza perfettamente assorbente il T60 non vale zero ma:
{\displaystyle T_{60}=0,16\cdot {\frac {V}{S}}}
Pertanto Norris ed Eyring studiarono una forma alternativa che fosse di tipo statistico
{\displaystyle T_{60}=0,16\cdot {\frac {V}{-S\cdot ln(1-{\bar {\alpha }})}}}
Questa formula mantiene le prime due caratteristiche della formula di Sabine, alle quali aggiungono la necessità di definire il libero cammino medio delle onde sonore, ovvero il tempo medio in cui un’onda viaggia liberamente, tra due interazioni successive alle pareti.
Secondo alcuni studi la riverberazione ottimale per musica e parlato può essere calcolata da una formula empirica, quando queste vengono emesse a 500 Hz:
{\displaystyle T_{60}=K{\sqrt[{n}]{V}}}
In cui n vale sempre 8, mentre K può valere 0,5 per la musica o 0,35 per il parlato.Sull’andamento ottimale nella frequenza i pareri non sono univoci; alcuni studiosi ritengono la soluzione migliore sia l’uniformità mentre altri consigliano di ricavare i valori del T 60 graficamente.
Da questa formula è derivata poi quella che ci aiuta a conoscere le unità assorbenti relative al tempo ottimale:
{\displaystyle A_{500Hz}=0,16\cdot ({\frac {V}{T_{60}}})}

## Altri fattori per una buona acustica
Un risultato acustico ottimale si ottiene trovando una media tra i tempi di riverbero brevi (utili per garantire chiarezza sia nel suono che nel parlato, facendo sì che non si verifichi una sovrapposizione di suoni o sillabe emessi in momenti nettamente divisi nel tempo) e quelli più lunghi (che invece sono particolarmente importanti per donare carattere pieno e vivido alle sonorità.
Per farlo, si è in possesso di più metodi che variano sia in base alla destinazione d'uso (ad esempio per auditorium, per sale conferenze o d'opera, per teatro di concerti sinfonici o per quelli deputati alla musica da camera) o al tipo di sonorità che verrà eseguita.
Da questo si può dedurre, attraverso i diversi studi degli esperti del settore circa il tempo di riverbero, che il T60 dovrebbe essere:
- breve (di circa 1 secondo) per lezioni e conferenze. Questo perché in questi ambiti l'intellegibilità del parlato è un requisito fondamentale che si chiede all'ambiente circostante, in quanto un riverbero eccessivo porterebbe alla sovrapposizione di suoni e parole che pregiudicherebbero la comprensione del messaggio;
- medio (da 1 a 1.6 secondi) per opera e musica da camera, nelle quali è ancora primaria l'esigenza dell'intelligibilità del libretto d'opera e della "tessitura" della musica, ma è fondamentale anche richiedere un certo riverbero che rafforzi l'emotività dei climax sia musicali che letterari.
- lungo (da 1.8 a 2.2 secondi) per musica sinfonica, da cui si aspetta un suono corposo e avvolgente e nel quale sia possibile unire uniformemente tutte le sonorità dei vari strumenti d'orchestra anche grazie alle riflessioni multiple.
- molto lungo (3 secondi) per concerti d’organo e canti liturgici (es. canto gregoriano) per i quali il riverbero rappresenta un elemento di solennità che valorizzano (invece che svilire) il cambio delle lunghissime sillabe e accordi.

Il tempo di riverberazione non è certo l'unico fattore per la resa acustica ottimale di un ambiente.
Uno dei casi più ecclatanti è certamente quello riguardante la Philharmonic Hall del Lincoln Center a Manhattan. La sala, pur avendo un tempo di riverberazione sostanzialmente corretto, risultò letteralmente disastrosa dal punto di vista delle qualità acustiche. Alcuni dei suoi difetti erano:
- un'apparente assenza delle frequenze basse per cui violoncelli e contrabbassi erano pressoché non udibili, o in costante ritardo rispetto al resto dell'orchestra. Si scoprì poi che i pannelli del soffitto, quelli responsabili delle prime e più importanti riflessioni, erano troppo piccoli e venivano letteralmente aggirati (si veda diffrazione del suono) dalle frequenze più basse, senza quindi rifletterle; lo spettatore veniva raggiunto dalle basse frequenze solo dopo riflessioni multiple delle pareti, con molto ritardo;

- il ritardo e la poca udibilità colpiva anche gli orchestrali che si sentivano appena gli uni con gli altri (la parete riflettente alle loro spalle, retaggio dell'antica scena, assorbiva troppo);

- la geometria delle pareti era tale da determinare fenomeni di focalizzazione dell'energia sonora in alcuni punti della sala (si pensi ad uno specchio parabolico che concentra l'energia in un fuoco) e vere e proprie "ombre sonore" in altri;

- il pavimento della sala non era molto inclinato e il suono passava sopra la testa degli spettatori. Gli spazi tra le file erano tali da comportarsi come risonatori e facevano curvare le onde sonore a bassa frequenza verso l'alto. Insomma un disastro!!

La sala fu successivamente migliorata con ingenti spese (oggi prende il nome dal finanziatore Avery Fisher) ma rimase come monito a non abbandonare la sperimentazione su modelli in scala e quella assistita dal computer.

## Misurazione e norme ISO
La misurazione del T60 è regolata da due norme ISO:
1. ISO 354 - Acoustics - Measurement of sound absorption in a reverberation room, che specifica il metodo di misurazione del coefficiente di assorbimento del suono dei materiali usati per la costruzione di muri o l'assorbenza dell'area di oggetti come elementi d'arredo o anche persone. Ad ogni modo non utilizzato per le misurazione di risuonatori debolmente smorzati.
2. ISO 3382-1-2009 - Measurement of the reverberation time of rooms with reference to other acoustical parameters: che esprime i parametri acustici da considerare per valutare correttamente le sale da concerto (sostituendo la ISO 3382-2:2008,  nella quale venivano indicati i parametri per l’individuazione dei tempi di riverberazione negli ambienti ordinari, quali abitazioni domestiche, uffici, ristoranti, centri espositivi, impianti industriali, istituti sportivi e scolastici.)

La misurazione del T60 si effettua con:
- la sorgente sonora omnidirezionale;
- la posizione dei microfoni che garantisca l'adeguata copertura ambientale (per questo dovrebbero stare ad almeno 1 metro da ciascuna parete riflettente);
- la distanza tra sorgente e microfono che sia regolata dalla formula:

{\displaystyle d_{min}2\cdot {\sqrt {\frac {V}{c\cdot T}}}}
V = Volume in {\displaystyle m^{3}}
c = Velocità del suono (m/s)
T = Tempo di riverbero stimato (s)
Esistono 3 modi di misurare il T60:
- Metodo del rumore stazionario: conosciuta come la tecnica più antica, riprende il procedimento di formazione delle riflessioni che danno luogo alla riverberazione. Consiste nel fornire una sorgente con un rumore stazionario (solitamente viene adoperato il rumore rosa), misurare il livello corrispondente e derivarne un grafico per concludere interrompendo bruscamente la sorgente.

Dal grafico del livello si rileva il tempo necessario all’ambiente per far sì che il livello si attenui di 60 dB.
Le caratteristiche di questo metodo sono:
1. un buon rapporto segnale/rumore
2. l'attrezzatura particolarmente ingombrante (amplificatore di potenza, cassa acustica dodecaedrica, del treppiede e delle eventuali batterie)
3. il numero di misurazioni, in quanto il T60 viene ricavato dalla media di più misurazioni.

Inoltre, se il decadimento ha smorzamenti uguali per tutti i modi, in tutte le frequenze non ci sono differenze, mentre se alcuni modi hanno smorzamenti diversi (come nel caso di superfici hanno coefficienti di assorbimento molto diversi), metodi diversi non daranno lo stesso risultato, per via di decadimenti multipli. A causa della scomodità di questo metodo, dovuta alla presenza di rumori di fondo o limiti nella strumentazione, si preferisce spesso misurare il tempo di decadimento relativo a 20 o 30 dB da cui successivamente si estrapola il T 60. Nel particolare: durante il primo caso si misura il tempo di decadimento da -5 dB a -25 dB, estrapolato a 60 dB, e viene indicato come T 20 mentre nel secondo caso si misura il tempo di decadimento da -5 dB a -35 dB, sempre estrapolato a 60 dB, e viene indicato come T 30.
- Tecniche impulsive: questa è una tecnica per misurare il T60 attraverso le informazioni che si ottengono sulla risposta dell'ambiente ad un determinato impulso. Una volta ottenuta la risposta all'impulso, dall'ecogramma si ricava un'integrazione all'indietro che viene chiamata: Integrale di Schroeder In caso di decadimento non esponenziale si riscontrano delle differenze fra i due metodi. Secondo Schroeder è proprio il valore misurato dalla risposta all’impulso integrata ad essere meglio correlato con la percezione del campo riverberante. Bisogna inoltre tener conto che i T60 emessi dall'ecogramma saranno sempre leggermente inferiori rispetto a quelli del metodo del rumore stazionario.

Dato che questo metodo usa un impulso come segnale di eccitazione, in questo caso si sfrutteranno le proprietà matematiche della funzione Delta di Dirac, in particolare la sua caratteristica di avere spettro uniforme su tutte le frequenze. Naturalmente è impossibile ottenere fisicamente una funzione Delta ideale, e i mezzi che si utilizzano tipicamente sono: pistola, clappatore, scoppio di palloncini, impulso emesso da un altoparlante. I colpi di pistola presentano un transitorio sufficientemente breve (1-3 m/s) mentre nel dominio delle frequenze risultano leggermente deboli al di sotto dei 100 Hz e al di sopra dei 5000 Hz.
Lo scoppio dei palloncini, particolarmente quelli di elevate dimensioni, risulta adatto per lo studio delle basse frequenze. L’impulso emesso da un altoparlante risulta essere invece meno breve e non possiede una potenza confrontabile con quella del colpo di pistola.
Le caratteristiche della misurazione attraverso le tecniche impulsive sono:
1. la ripetitibilità non ottimale;
2. l'attrezzatura non ingombrante (trattandosi spesso di una semplice pistola);
3. un basso rapporto segnale rumore, dato dalla fortissima presenza del rumore di fondo; tuttavia è possibile ovviare in parte questo problema facendo dei calcoli del T60 con interpolazioni, che danno risultati abbastanza buoni

- Il metodo Sine Sweep: il più moderno e quello che dà risultati migliori. Si basa sull'uso di un segnale sinusoidale la cui frequenza può variare in base al range di studio, sia linearmente che esponenzialmente. Approfondendo, questo processo si compone della scelta di un segnale in ingresso tale che nella convoluzione con un opportuno filtro inverso dia la Delta di Dirac (sweep), della registrazione della risposta al segnale di ingresso a cui poi si applica il filtro inverso alla risposta y(t), ottenendo la risposta all’impulso.

Il filtro inverso di uno sweep è lo sweep stesso invertito temporalmente.
- Le caratteristiche di questo metodo sono:

1. un buon rapporto segnale-rumore;
2. il fatto che le distorsioni prodotte dalla non-linearità del processo si collochino proprio prima della risposta all'impulso, rendendo le stesse facilmente eliminabili.

## Effetto Haas
Le riflessioni che arrivano prima dei 35 ms vengono interpretate dal nostro sistema nervoso come suono diretto, la teoria dell'effetto Haas dice che il cervello identifica come sorgente quella più vicina e non quella più forte. Per questo, l'effetto Haas viene chiamato anche “effetto di precedenza”.

## Acustica degli ambienti chiusi
Il raggio sonoro che incide contro una parete la sua energia si divide tra le tre componenti dell’onda: riflessa, assorbita, trasmessa:
{\displaystyle E_{r}+E_{a}+E_{t}=E}
Dividendo per l’energia totale E otteniamo:
{\displaystyle {\frac {E_{r}}{E}}+{\frac {E_{\alpha }}{E}}+{\frac {E_{t}}{E}}=1}
Che riscriviamo nel modo seguente:
{\displaystyle r+a+t=1}
Per studiare il campo sonoro interno i due coefficienti di assorbimento e trasmissione vengono unificati in un coefficiente unico di assorbimento {\displaystyle \alpha =a+t}
Quindi:
{\displaystyle a+t+r=1} {\displaystyle \Rightarrow r=1-\alpha }
Dal momento che i coefficienti di assorbimento in una stanza sono normalmente diversi per le pareti, conviene definire un coefficiente di assorbimento medio:
{\displaystyle {\bar {\alpha }}={\frac {\alpha _{1}S_{1}+\alpha _{2}S_{2}+...+\alpha _{n}S_{n}}{S}}}
dove α1, α2, …, αn  sono i coefficienti di assorbimento acustico delle corrispondenti superfici S1, S2, …, Sn.
Immaginiamo di essere in una stanza nella quale viene accesa una sorgente sonora che irradia in tutte le direzioni.
L’ascoltatore, dopo un tempo pari a v/d verrà raggiunto dal suono che percorre il percorso più breve, ovvero il suono diretto. A seguire, le onde che hanno effettuato una riflessione alle pareti o al pavimento, poi due, ecc, le quali vengono denominate prime riflessioni.
Una possibile descrizione fa uso delle sorgenti immagini, ovvero di sorgenti virtuali che si immagina che potrebbero generare i vari suoni riflessi. Ovviamente ad ogni riflessione il numero di sorgenti immagini aumenta:
al primo ordine sono 6 (una per ogni parete) al secondo ordine 30 (6 x 5: ogni sorgente ne genera una sulle 5 pareti libere) al terzo ordine 150.
Si può dimostrare che l’aumento della densità di sorgenti immagini è proporzionale a r2.
Nel caso di ambiente perfettamente riflettente, questo andamento compensa esattamente la divergenza sferica del campo acustico, per cui il livello è costante.
Se ciascuna parete è caratterizzata da un coefficiente di assorbimento αn , ad ogni riflessione l’onda cederà parte della sua energia per assorbimento della parete.
In regime stazionario (con una sorgente che immette energia costantemente) l’espressione del campo riverberante è:
{\displaystyle L_{p}=L_{w}+10log({\frac {4}{({\bar {\alpha }}S)}})}
Analizziamo più in dettagli ciò che succede nel regime stazionario. Se disegniamo su di un grafico l’andamento temporale del livello di pressione sonora otteniamo un andamento di questo tipo:
- all’accensione della sorgente, dopo il tempo necessario al primo raggio per raggiungere l’ascoltatore (t ’) il valore è B.

Inizia il transitorio d'attacco
- al giungere della prima riflessione (t ’’) l’energia aumenta di un valore inferiore al primo per via delle perdite per assorbimento si ripete similmente per le riflessioni successive, finché si raggiunge una situazione di equilibrio tra l’energia fornita dalla sorgente e l’energia assorbita dalle pareti (stato stazionario).
- quando si spegne la sorgente l’energia rimane costante per il tempo t ’ necessario all’onda per percorrere la distanza sorgente-ascoltatore, poi diminuisce per l’assorbimento dalle pareti, analogamente alla salita, fino ad estinguersi (decadimento).

## Acustica modale
In un ambiente chiuso è possibile che si formino onde stazionarie tridimensionali, analogamente ai casi mono e bidimensionali già visti (corde, tubi, membrane).  Ad esempio, considerano una stanza avente forma di parallelepipedo, con pareti parallele a coppie, essendo le coppie ortogonali fra loro data la forma rettangolare (si prende in oggetto questa particolare forma di ambiente perché quella più vicina agli ambienti reali di sale da concerto, chiese, uffici, sale per conferenza, teatri ecc. e permette quindi un interesse sia teorico che pratico:
Le soluzioni dell’equazione d’onda daranno modi di vibrazione che si disporranno secondo le tre dimensioni spaziali:
{\displaystyle k_{x}={\frac {n_{x}\cdot \pi }{L_{x}}};k_{x}={\frac {n_{y}\cdot \pi }{L_{y}}};k_{z}={\frac {n_{z}\cdot \pi }{L_{z}}}}
Le frequenze di risonanza avranno quindi tre indici (n x , n y , n z ):
{\displaystyle f_{n}={\frac {v}{2}}\cdot {\sqrt {({\frac {n_{x}}{L_{x}}})^{2}+({\frac {n_{y}}{L_{y}}})^{2}+({\frac {n_{z}}{L_{z}}})^{2}}}}
A seconda dei valori degli indici modali {\displaystyle (n_{x},n_{y},n_{z})} è possibile distinguere tre tipi di modi:
- modi assiali, in cui la propagazione avviene in una direzione parallela ad un asse coordinato. Hanno un solo indice diverso da zero e per questo la direzione risulta essere parallela ad un asse:

{\displaystyle (n_{x},0,0);(0,n_{y},0);(0,0,n_{z})}
Questo fa sì che l'energia risulti elevata.
- modi tangenziali, in cui la propagazione avviene su direzioni che appartengono a piani paralleli ai piani coordinati. Solo due indici sono diversi da zero, per questo la loro direzione risulta essere parallela ad un piano:

{\displaystyle (n_{x},n_{y},0);(0,n_{y},n_{z});(n_{x},0,n_{z})}
- modi obliqui, in cui la propagazione avviene secondo direzioni oblique rispetto agli assi coordinati, perché gli indici diversi da zero sono 3.

{\displaystyle (n_{x},n_{y},n_{z})}
I punti in cui la pressione è sempre nulla formano tre insiemi di piani equidistanti ortogonali fra loro (piani nodali).  Nx, Ny e Nz sono il numero di piani nodali ortogonali agli assi x, y e z.
La distribuzione della pressione sonora nel piano z=0 nel caso nx=3, ny=2.
Possiamo quindi notare che: 
- nei vertici, tutti i modi danno un contributo al livello sonoro
- nel centro di ciascuno spigolo sono nulli tutti i modi per i quali un numero modale è dispari, perciò solo la metà dei modi danno un contributo al livello sonoro (quelli che contengono al più due numeri modali di ordine dispari)
- nel centro di ciascuna faccia sono nulli tutti i modi per i quali almeno due numeri modali sono dispari, perciò solo solo 1/4 dei modi danno un contributo al livello sonoro (quelli che contengono al più un numero modale di ordine dispari)
- nel centro della stanza dato che sono nulli tutti i modi per i quali tutti e tre i numeri modali sono dispari, solo 1/8 dei modi danno un contributo al livello sonoro (quelli che non contengono nessun numero modale di ordine dispari)

Si deduce quindi che la relazione:
{\displaystyle k_{x}^{2}+k_{y}^{2}+k_{z}^{2}=k^{2}}
nello spazio di {\displaystyle k_{x},k_{y},k_{z}} rappresentano geometricamente una sfera di raggio k e volume {\displaystyle 4\pi k^{3}/3}. I valori di interesse sono quelli contenuti nel primo ottante, di volume πk3/6. Le distanze del generico punto {\displaystyle (k_{x},k_{y},k_{z})} dai suoi vicini nelle tre direzioni sono {\displaystyle {\frac {\pi }{L_{x}}},{\frac {\pi }{L_{y}}},{\frac {\pi }{L_{z}}}} rispettivamente, a cui
corrisponde un volume {\displaystyle {\frac {\pi \cdot 3}{(L_{x}\cdot L_{y}\cdot L_{z})}}=\pi 3/V}, essendo V il volume geometrico della stanza.
Quindi il numero di modi nella banda di frequenza delimitata da f (ovvero da 0 Hz a f Hz) è
dato da:
{\displaystyle N={\frac {4\pi f^{3}V}{3v^{3}}}+{\frac {\pi f^{2}S}{4v^{2}}}+{\frac {fL}{8v}}}
In cui: V è il volume, S la somma delle superfici interne, L la somma della lunghezza degli spigoli.
Per ambienti abbastanza grandi è sufficiente considerare il primo termine, in quanto il secondo e il terzo vengono rispettivamente destinati ai modi tangenziali e assiali.
Il fattore di sovrapposizione modale (modal overlap factor):
{\displaystyle M_{overlap}=\Delta f\cdot n(f)}
indica il numero di modi presenti nella banda di larghezza ∆f centrata su f . Vediamo che questi fattori crescono con il volume V e con il quadrato o il cubo della frequenza f.
Il comportamento di un ambiente varia moltissimo a seconda della quantità di modi presenti, e del fatto che essi siano separati o sovrapposti. È possibile individuare una frequenza che segna il confine tra la zona a predominio modale e la zona a comportamento statistico, detta frequenza di Schroeder:
{\displaystyle f_{shroeder}=2000{\sqrt {\frac {T_{60}}{V}}}}
per {\displaystyle f<f} Schroeder il comportamento è modale (Small rooms)
per {\displaystyle f>f} Schroeder il comportamento è statistico (Large rooms)
Il criterio di Bonello stabilisce la bontà di una distribuzione di modi graficamente, tramite un diagramma che riporta il numero di modi che cadono entro lacorrispondente banda di un terzo d’ottava in funzione della frequenza centrale della banda. Il criterio dice che il grafico deve soddisfare due condizioni:
- non essere decrescente
- nelle bande in cui esistono modi con frequenza di risonanza coincidente, devono esserci almeno cinque ulteriori modi.

In questo caso le frequenze permesse costituiscono, al di sopra del limite inferiore (20 Hz) delle frequenze udibili, un continuum. Le dimensioni della stanza sono tali da non selezionare bande di frequenza privilegiate. È per tale motivo che negli auditorium le cause della eventuale non omogeneità del campo sonoro riflesso, possono imputarsi solo in minima parte alla formazione di onde stazionarie.